# Chrysolina lepida
Chrysolina lepida  (лат.) — вид жуков-листоедов из подсемейства хризомелин (Chrysomelinae). Распространён в северо-западной части Африки (Алжир), Пиренейском полуострове, на юге Франции и в Италии. Питается на растениях семейства астровые (Asteraceae) астровые (A). Кариотип состоит из 21 пар хромосом.